# احمد فتحی منسی
احمد فتحی منسی (انگلیسی: Ahmed Fatehi؛ زادهٔ ۲۵ ژانویهٔ ۱۹۹۳) یک بازیکن فوتبال اهل سودان است.